# 약탈경제
약탈경제(독일어: Raubwirtschaft, 영어: plunder economy)란 국가의 전체적인 경제가 강도질, 약탈, 노략질로써 유지되고 돌아가는 경제체제다. 자국을 약탈할 수는 없기 때문에, 약탈경제 국가는 외부에 대한 끊임없는 전쟁과 정복을 필요로 한다. 예컨대 아널드 J. 토인비는 로마 제국이 약탈경제였다고 주장했다.